# Five Nations 1973
Die Ausgabe 1973 des jährlich ausgetragenen Rugby-Union-Turniers Five Nations (seit 2000 Six Nations) fand an neun Spieltagen zwischen dem 13. Januar und dem 14. April statt. Dieses Turnier endete mit einem einmaligen Ergebnis: Da jede Mannschaft je zwei Spiele verlor und gewann, gab es fünf Turniersieger (die Punktedifferenz spielte beim damaligen Turniermodus keine Rolle).

## Teilnehmer
| Land       | Stadion             | Stadt     | Trainer        | Kapitän                           |
| ---------- | ------------------- | --------- | -------------- | --------------------------------- |
| England    | Twickenham Stadium  | London    | John Elders    | John Pullin                       |
| Frankreich | Parc des Princes    | Paris     | Jean Desclaux  | Walter Spanghero                  |
| Irland     | Lansdowne Road      | Dublin    | Syd Millar     | Tom Kiernan / Willie John McBride |
| Schottland | Murrayfield Stadium | Edinburgh | Bill Dickinson | Peter Brown                       |
| Wales      | Cardiff Arms Park   | Cardiff   | Clive Rowlands | Arthur Lewis                      |

## Tabelle
|    | Land       | Spiele | Siege | Unent. | Ndlg. | Spiel- punkte | Diff. | Tabellen- punkte |
| -- | ---------- | ------ | ----- | ------ | ----- | ------------- | ----- | ---------------- |
| 1. | Wales      | 4      | 2     | 0      | 2     | 53:43         | + 10  | 4                |
| 1. | Irland     | 4      | 2     | 0      | 2     | 50:48         | + 2   | 4                |
| 1. | Frankreich | 4      | 2     | 0      | 2     | 38:36         | + 2   | 4                |
| 1. | Schottland | 4      | 2     | 0      | 2     | 55:59         | − 4   | 4                |
| 1. | England    | 4      | 2     | 0      | 2     | 52:62         | − 10  | 4                |

## Ergebnisse
| 13. Januar 1973 | Frankreich                                                | 16 : 13        | Schottland                                                   | Parc des Princes, Paris Zuschauer: 37.232 Schiedsrichter: Ken Pattinson (Schottland) Francis Palmade (Frankreich) |
| 13. Januar 1973 | Versuche: Dourthe Straftritte: Romeu (3) Dropgoals: Romeu | (10:6) Bericht | Versuche: Lawson Straftritte: Brown (2) Dropgoals: McGeechan | Parc des Princes, Paris Zuschauer: 37.232 Schiedsrichter: Ken Pattinson (Schottland) Francis Palmade (Frankreich) |

| 20. Januar 1973 | Wales                                                                            | 25 : 9         | England                                  | Cardiff Arms Park, Cardiff Schiedsrichter: Georges Domercq (Frankreich) |
| 20. Januar 1973 | Versuche: Bevan (2) Davies Edwards Lewis Erhöhungen: Bennett Straftritte: Taylor | (12:6) Bericht | Straftritte: Doble (2) Dropgoals: Cowman | Cardiff Arms Park, Cardiff Schiedsrichter: Georges Domercq (Frankreich) |

| 3. Februar 1973 | Schottland                                 | 10 : 9         | Wales                           | Murrayfield Stadium, Edinburgh Schiedsrichter: Francis Palmade (Frankreich) |
| 3. Februar 1973 | Versuche: Steele Telfer Erhöhungen: Morgan | (10:6) Bericht | Straftritte: Bennett (2) Taylor | Murrayfield Stadium, Edinburgh Schiedsrichter: Francis Palmade (Frankreich) |

| 10. Februar 1973 | Irland                                                                                | 18 : 9         | England                                                | Lansdowne Road, Dublin Zuschauer: 50.000 Schiedsrichter: Alan Hosie (Schottland) |
| 10. Februar 1973 | Versuche: Grace Milliken Erhöhungen: McGann (2) Straftritte: McGann Dropgoals: McGann | (12:3) Bericht | Versuche: Neary Erhöhungen: Jorden Straftritte: Jorden | Lansdowne Road, Dublin Zuschauer: 50.000 Schiedsrichter: Alan Hosie (Schottland) |

| 24. Februar 1973 | Schottland                                                                | 19 : 14        | Irland                                         | Murrayfield Stadium, Edinburgh Schiedsrichter: Anthony Lewis (Wales) |
| 24. Februar 1973 | Versuche: Forsyth Straftritte: Morgan (2) Dropgoals: McGeechan Morgan (2) | (9:10) Bericht | Versuche: Kiernan McMaster Straftritte: McGann | Murrayfield Stadium, Edinburgh Schiedsrichter: Anthony Lewis (Wales) |

| 24. Februar 1973 | England                                       | 14 : 6        | Frankreich                            | Twickenham Stadium, London Zuschauer: 70.000 Schiedsrichter: Ken Clark (Irland) |
| 24. Februar 1973 | Versuche: Duckham (2) Straftritte: Jorden (2) | (7:0) Bericht | Versuche: Bertranne Erhöhungen: Romeu | Twickenham Stadium, London Zuschauer: 70.000 Schiedsrichter: Ken Clark (Irland) |

| 10. März 1973 | Wales                                                                   | 16 : 12       | Irland                                                      | Cardiff Arms Park, Cardiff Schiedsrichter: T. F. E. Grierson (Schottland) |
| 10. März 1973 | Versuche: Edwards Shanklin Erhöhungen: Bennett Straftritte: Bennett (2) | (6:3) Bericht | Versuche: Gibson Erhöhungen: McGann Straftritte: McGann (2) | Cardiff Arms Park, Cardiff Schiedsrichter: T. F. E. Grierson (Schottland) |

| 17. März 1973 | England                                                                      | 20 : 13       | Schottland                                              | Twickenham Stadium, London Schiedsrichter: Jeffrey Kelleher (Wales) |
| 17. März 1973 | Versuche: Dixon (2) Evans Squires Erhöhungen: Jorden (2) Straftritte: Morgan | (8:0) Bericht | Versuche: Steele Erhöhungen: Irvine Straftritte: Morgan | Twickenham Stadium, London Schiedsrichter: Jeffrey Kelleher (Wales) |

| 24. März 1973 | Frankreich                              | 12 : 3        | Wales              | Parc des Princes, Paris Zuschauer: 43.541 Schiedsrichter: Patrick d’Arcy (Irland) |
| 24. März 1973 | Straftritte: Romeu (3) Dropgoals: Romeu | (9:0) Bericht | Dropgoals: Bennett | Parc des Princes, Paris Zuschauer: 43.541 Schiedsrichter: Patrick d’Arcy (Irland) |

| 14. April 1973 | Irland                    | 6 : 4         | Frankreich           | Lansdowne Road, Dublin Zuschauer: 50.000 Schiedsrichter: R. F. Johnson (England) |
| 14. April 1973 | Straftritte: Ensor Gibson | (3:0) Bericht | Versuche: Phliponeau | Lansdowne Road, Dublin Zuschauer: 50.000 Schiedsrichter: R. F. Johnson (England) |